# Jack Charlton
John Charlton OBE DL (n. 8 mai 1935, Ashington, Anglia, Regatul Unit – d. 10 iulie 2020, Northumberland, Anglia, Regatul Unit), cunoscut în lumea fotbalului ca Jack Charlton, a fost un fotbalist și antrenor englez. Jucând ca fundaș central, a făcut parte din echipa națională a Angliei care a câștigat Campionatul Mondial de Fotbal din 1966, iar ca antrenor a condus echipa națională de fotbal a Irlandei din 1986 până în 1996, obținând două calificări la Cupa Mondială și una la Campionatul European.
Și-a petrecut întreaga carieră de jucător la Leeds United, din 1950 până în 1973, ajutând clubul să obțină titlul în Divizia a II-a (1963–64), titlul în Football League First Division (1968–69), FA Cup (1972), Cupa Ligii (1968), FA_Community_Shield (1969), Cupa Orașelor Târguri (1968 și 1971), precum și o altă promovare din Divizia a II-a (1955–56) și cinci locuri pe locul doi în Prima Divizie, două calificări în finala FA Cup și o calificare în finala Cupei Orașelor-Târguri.
Cele 629 de apariții în ligă și 762 de apariții în competiție ale sale sunt recorduri de club. El era fratele mai mare al fostului atacant de la Manchester United, Bobby Charlton, care a fost și unul dintre coechipierii săi în victoria Angliei în finala Cupei Mondiale.
A fost onorat cu Ordinul Imperiului Britanic (OBE), în grad de ofițer, la 7 iunie 1974.
În 2006, suporterii lui Leeds United l-au votat pe Jack Charlton în cel mai bun „11” din toate timpurile al clubului.